# Technologie nucléaire

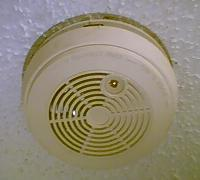
Un détecteur de fumée résidentiel est un exemple de technologie nucléaire. Les détecteurs à ionisation sont interdits en France depuis 2011.

Une technologie nucléaire est une technologie qui implique les réactions nucléaires des noyaux atomiques. Parmi les technologies nucléaires notables figurent les réacteurs nucléaires, la médecine nucléaire et les armes nucléaires. Elle est également utilisée, entre autres, dans certains détecteurs de fumée et viseurs d'armes à feu.

## Histoire scientifique

### Découverte
La grande majorité des phénomènes naturels courants sur Terre n'impliquent que la gravité et l'électromagnétisme, et non des réactions nucléaires. En effet, les noyaux atomiques sont généralement séparés car ils contiennent des charges électriques positives et donc se repoussent.

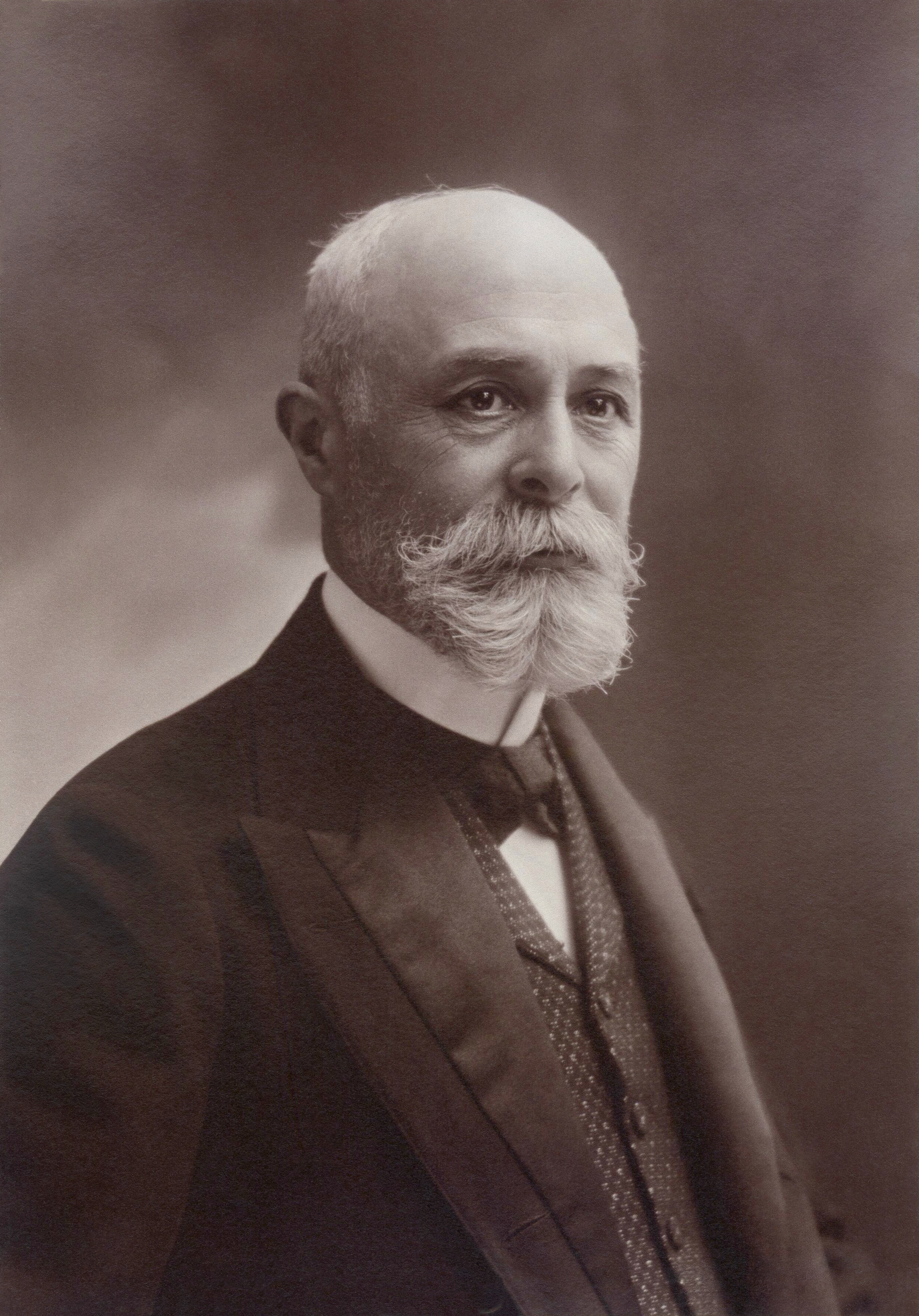
Henri Becquerel.

En 1896, Henri Becquerel étudie la phosphorescence dans les sels d'uranium lorsqu'il découvre un nouveau phénomène appelé radioactivité. Lui, Pierre Curie et Marie Curie commencent à enquêter sur le phénomène. Dans le processus, ils isolent l'élément radium, qui est hautement radioactif. Ils découvrent que les matières radioactives produisent des rayons intenses et pénétrants de trois sortes distinctes, qu'ils ont étiquetés alpha, bêta et gamma, d'après les trois premières lettres grecques. Certains de ces types de rayonnement pourraient traverser la matière ordinaire, et tous pourraient être nocifs en grandes quantités. Tous les premiers chercheurs constatent diverses brûlures par rayonnement, similaires à des coups de soleil.
Le nouveau phénomène de la radioactivité est saisi par de nombreux charlatans (comme l'ont fait les découvertes de l'électricité et du magnétisme, plus tôt), et un certain nombre de médicaments brevetés et de traitements impliquant la radioactivité sont proposés.
Peu à peu, les scientifiques comprennent que le rayonnement produit par la désintégration radioactive est un rayonnement ionisant et que même des quantités trop petites pour brûler par rayonnement pouvaient poser un grave danger à long terme. De nombreux scientifiques travaillant sur la radioactivité sont morts d'un cancer à la suite de leur exposition. Les médicaments brevetés radioactifs disparaissent ensuite pour la plupart, mais d'autres applications de matières radioactives persistent, comme l'utilisation de sels de radium pour produire des cadrans lumineux.
À mesure que la physique atomistique est mieux comprise, la nature de la radioactivité devient plus claire. Certains noyaux atomiques plus gros sont instables et se désintègrent donc après un intervalle aléatoire et libèrent de la matière ou de l'énergie. Les trois formes de rayonnement découvertes par Becquerel et les Curie sont également mieux comprises.

Diagramme des différents genres de radiation ionisante et leur capacité à pénétrer la matière.

La désintégration alpha se produit lorsqu'un noyau libère une particule alpha, qui est composée de deux protons et de deux neutrons, équivalente à un noyau d'hélium. La désintégration bêta est la libération d'une particule bêta, un électron à haute énergie. La désintégration gamma libère des rayons gamma, qui contrairement aux rayonnements alpha et bêta ne sont pas de la matière mais des rayonnements électromagnétiques de très haute fréquence, et donc de l'énergie. Ce type de rayonnement est le plus dangereux et le plus difficile à bloquer. Les trois types de rayonnement se produisent naturellement dans certains éléments chimiques.
Il devient également devenu clair que la source originelle de la plupart de l'énergie terrestre est nucléaire, soit par le rayonnement solaire causé par des réactions thermonucléaires stellaires, soit par la désintégration radioactive de l'uranium dans la Terre, la principale source d'énergie géothermique.

### Fission nucléaire
Dans le rayonnement nucléaire naturel, les sous-produits sont très petits par rapport aux noyaux dont ils proviennent. La fission nucléaire est le processus de division d'un noyau en parties à peu près égales et de libération d'énergie et de neutrons dans le processus. Si ces neutrons sont capturés par un autre noyau instable, ils peuvent conduire à une réaction en chaîne. Le nombre moyen de neutrons libérés par un noyau qui peuvent alors provoquer la fission d'un autre noyau est appelé k. Dès que les valeurs de k sont supérieures à 1, la réaction de fission libère plus de neutrons qu'elle n'en absorbe, et est donc appelée réaction en chaîne auto-entretenue. Une masse de matière fissile suffisamment grande (et dans une configuration appropriée) pour induire une réaction en chaîne auto-entretenue est appelée masse critique.
Lorsqu'un neutron est capturé par un noyau approprié, une fission peut se produire immédiatement ou le noyau peut persister dans un état instable pendant une courte période. S'il y a suffisamment de désintégrations immédiates pour poursuivre la réaction en chaîne, on dit que la masse a une criticité prompte et que la libération d'énergie augmentera rapidement et de manière incontrôlable, conduisant généralement à une explosion.
Lorsque ce phénomène est découvert à la veille de la Seconde Guerre mondiale, cette idée conduit plusieurs pays à lancer des programmes examinant la possibilité de construire une bombe atomique, une arme qui utiliserait des réactions de fission pour générer beaucoup plus d'énergie que ce qui pourrait être créé avec des explosifs chimiques. Le projet Manhattan, géré par les États-Unis avec l'aide du Royaume-Uni et du Canada, développe de multiples armes à fission qui sont finalement utilisées contre le Japon en 1945 à Hiroshima et Nagasaki. Au cours du projet, les premiers réacteurs nucléaires sont également développés, bien qu'ils soient principalement destinés à la fabrication d'armes et ne génèrent pas d'électricité.
En 1951, une première centrale nucléaire à fission parvient à produire de l'électricité au réacteur expérimental no 1 (EBR-1), à Arco, Idaho, inaugurant «l'ère atomique».
Cependant, si la masse n'est critique que lorsque les neutrons retardés sont inclus, alors la réaction peut être contrôlée, par exemple par l'introduction ou l'élimination de poison à neutrons. C'est ce qui permet de construire des réacteurs nucléaires. Les neutrons rapides ne sont pas facilement capturés par les noyaux, ils doivent être ralentis par collision avec les noyaux d'un modérateur de neutrons, avant de pouvoir être facilement capturés. Ce type de fission est couramment utilisé pour produire de l'électricité.

### Fusion nucléaire

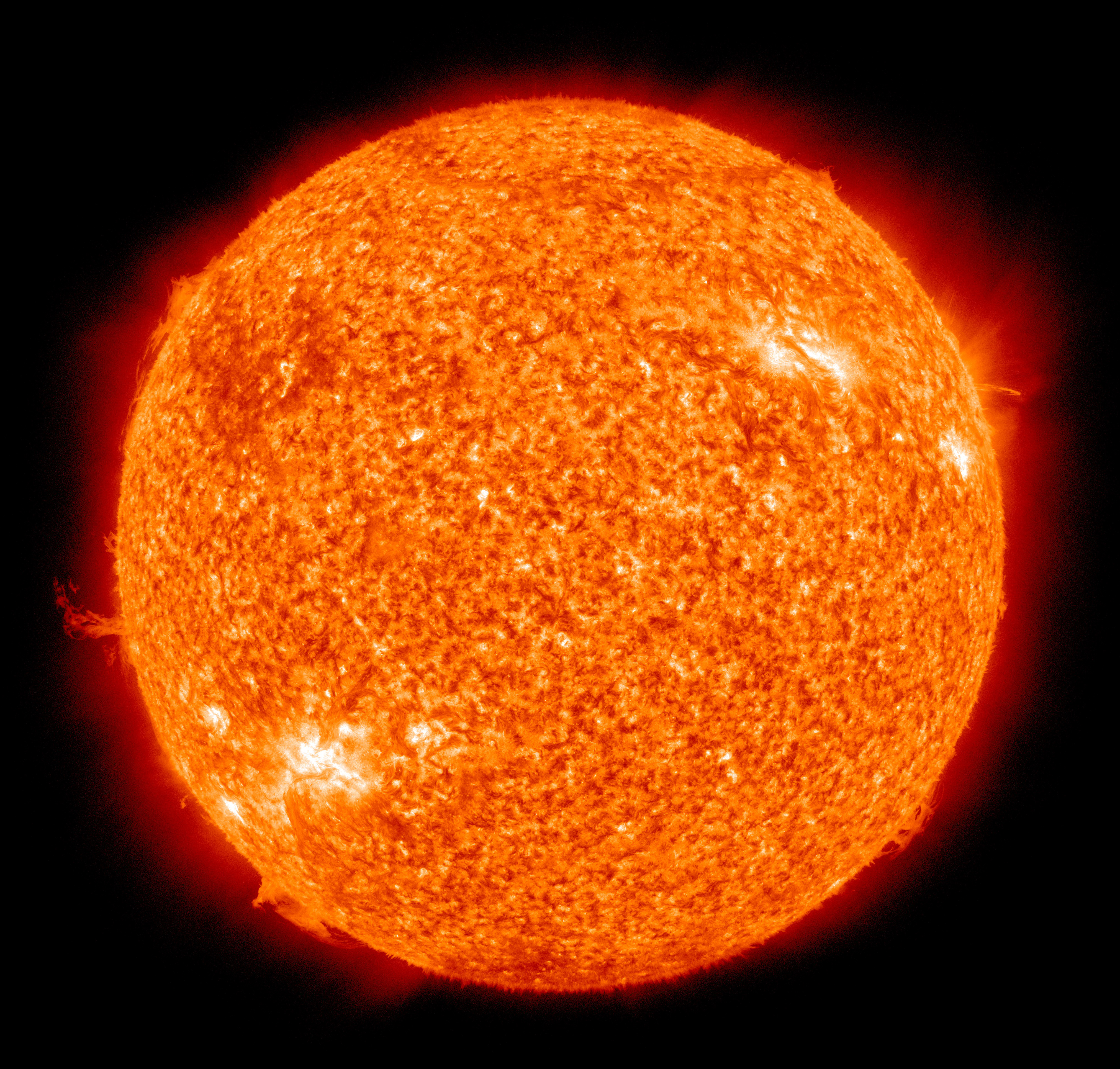
Le Soleil génère son énergie par fusion nucléaire.

Si les noyaux sont forcés de se heurter, ils peuvent subir une fusion nucléaire. Ce processus peut libérer ou absorber de l'énergie. Lorsque le noyau résultant est plus léger que celui du fer, de l'énergie est normalement libérée tandis que lorsque le noyau est plus lourd que celui du fer, l'énergie est généralement absorbée. Ce processus de fusion se produit dans les étoiles, qui tirent leur énergie de l'hydrogène et de l'hélium. Ils forment, par nucléosynthèse stellaire, les éléments légers (du lithium au calcium) ainsi que certains des éléments lourds (au-delà du fer et du nickel, via le processus s). L'abondance restante d'éléments lourds, du nickel à l'uranium et au-delà, est due à la nucléosynthèse explosive de supernova, le processus r.
Bien entendu, ces processus naturels de l'astrophysique ne sont pas des exemples de « technologie » nucléaire. En raison de la très forte répulsion des noyaux, la fusion est difficile à réaliser de manière contrôlée. Les bombes H tirent leur énorme pouvoir destructeur de la fusion, mais leur énergie ne peut être contrôlée. La fusion contrôlée est réalisée dans des accélérateurs de particules ; c'est là la principale méthode utilisée pour obtenir des éléments synthétiques. Un fusor peut également produire une fusion contrôlée et est une source de neutrons utile. Cependant, ces deux appareils fonctionnent avec une perte d'énergie nette. Une énergie de fusion contrôlée et viable s'est avérée insaisissable, malgré des rumeurs de fusion froide. Des difficultés techniques et théoriques entravent le développement d'une technologie de fusion civile fonctionnelle, bien que la recherche se poursuive dans le monde entier.
La fusion nucléaire n'est initialement poursuivie qu'à des stades théoriques pendant la Seconde Guerre mondiale, lorsque les scientifiques du projet Manhattan (dirigé par Edward Teller) l'étudient comme méthode de construction d'une bombe. Le projet abandonne la fusion après avoir conclu qu'il faudrait une réaction de fission pour exploser. Il faut attendre 1952 pour que la première bombe à hydrogène complète explose, ainsi appelée parce qu'elle utilise des réactions entre le deutérium et le tritium. Les réactions de fusion sont beaucoup plus énergétiques par unité de masse de combustible que les réactions de fission, mais le démarrage de la réaction de fusion en chaîne est beaucoup plus difficile.

## Armes nucléaires

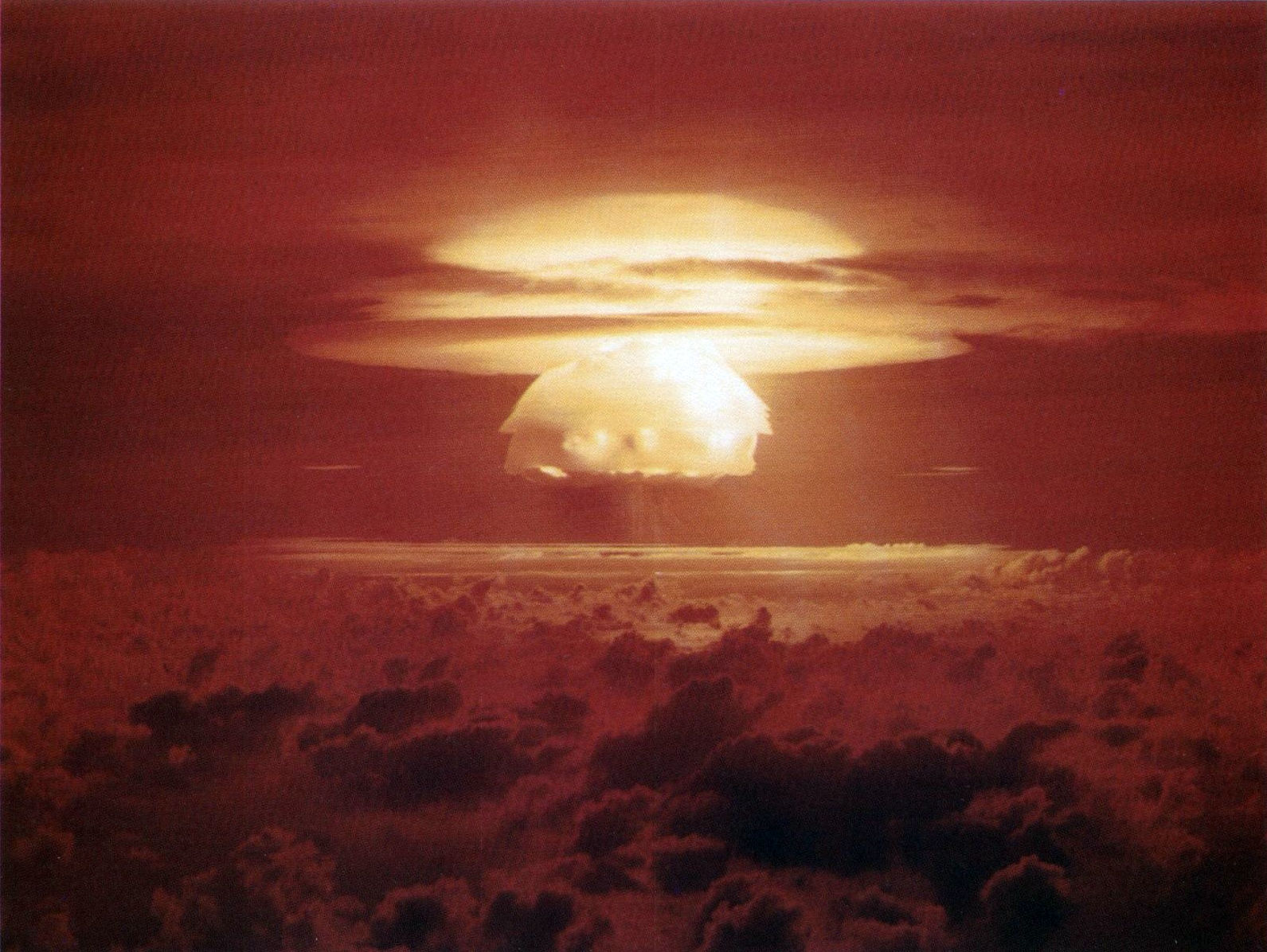
Image du test Castle Bravo (1954).

Une arme nucléaire est un engin explosif qui tire sa force destructrice de réactions nucléaires, soit la fission, soit une combinaison de fission et de fusion. Les deux réactions libèrent de grandes quantités d'énergie à partir de quantités relativement petites de matière. Même les petits engins nucléaires peuvent dévaster une ville par les explosions, les incendies et les radiations. Les armes nucléaires sont considérées comme des armes de destruction massive, et leur utilisation et leur contrôle est un aspect majeur de la politique internationale depuis leur apparition.
La conception d'une arme nucléaire est complexe. Une telle arme doit maintenir une ou plusieurs masses fissiles sous-critiques stables pour le déploiement, puis induire la criticité (créer une masse critique) pour la détonation. Il est également assez difficile de garantir qu'une telle réaction en chaîne consomme une fraction significative du carburant avant que le dispositif ne se sépare. L'achat d'un combustible nucléaire est également difficile, car des substances suffisamment instables pour ce processus ne sont pas présentes naturellement sur Terre en grandes quantités.
Un isotope de l'uranium, à savoir l'uranium 235, est d'origine naturelle et suffisamment instable, mais on le trouve toujours mélangé avec l'isotope plus stable uranium 238. Ce dernier représente plus de 99 % du poids de l'uranium naturel. Par conséquent, une méthode de séparation isotopique basée sur le poids de trois neutronss doit être effectuée pour enrichir (isoler) l'uranium 235.
Alternativement, l'élément plutonium possède un isotope suffisamment instable pour que ce procédé soit utilisable. Le plutonium terrestre n'est pas présent à l'état naturel en quantité suffisante pour une telle utilisation et il doit donc être fabriqué dans un réacteur nucléaire.

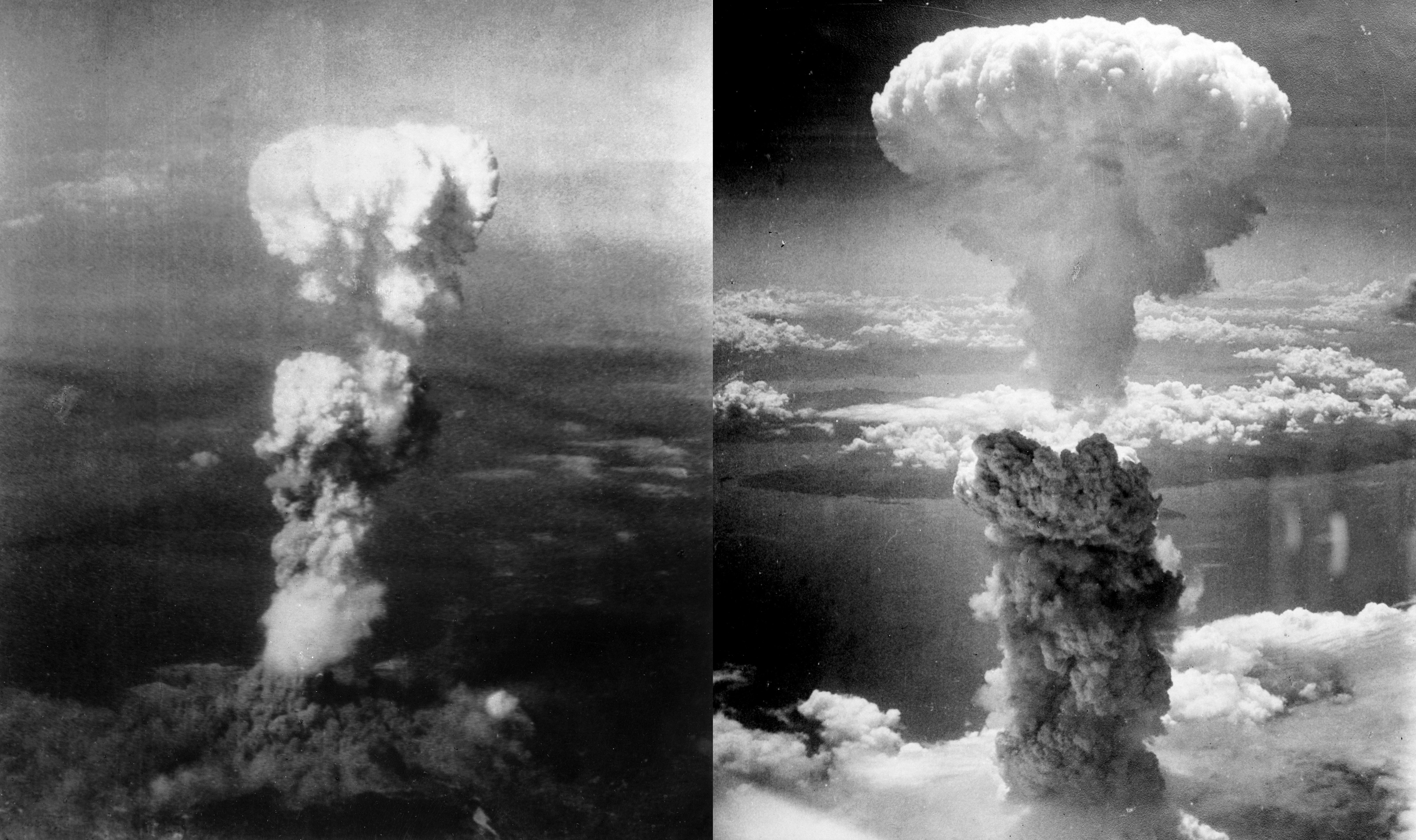
Images des champignons atomiques à Hiroshima (à gauche) et Nagasaki (à droite).

Finalement, le Projet Manhattan fabrique des armes nucléaires basées sur chacun de ces éléments. Il fait exploser la première arme nucléaire lors d'un essai au nom de code "Trinity", près d'Alamogordo, au Nouveau-Mexique, le 16 juillet 1945. Le test est effectué pour s'assurer que la méthode de détonation par implosion fonctionnerait, ce qui a été le cas. Une bombe à l'uranium, Little Boy, est larguée sur la ville japonaise d'Hiroshima le 6 août 1945, suivie trois jours plus tard par le Fat Man à base de plutonium à Nagasaki. À la suite de dévastations et de pertes sans précédent causées par une seule arme, le gouvernement japonais s'est rapidement rendu, mettant fin à la Seconde Guerre mondiale.
Depuis ces bombardements, aucune arme nucléaire n’a été déployée de manière offensive. Néanmoins, elles ont provoqué une course aux armements pour  développer des bombes de plus en plus destructrices et garantir une dissuasion nucléaire. Un peu plus de quatre ans plus tard, le 29 août 1949, l'Union soviétique fait exploser sa première arme à fission : RDS-1. Le Royaume-Uni suivit le 2 octobre 1952 et la France le 13 février 1960.
Environ la moitié des morts dues aux bombardements atomiques sont survenues deux à cinq ans après l'exposition aux radiations,. Une arme radiologique est un type d'arme nucléaire conçu pour distribuer des matières nucléaires dangereuses dans les zones ennemies. Une telle arme n'aurait pas la capacité explosive d'une bombe à fission ou à fusion, mais tuerait de nombreuses personnes et contaminerait une vaste zone. Une arme radiologique n'a jamais été déployée. Bien que considérée comme inutile par une armée conventionnelle, une telle arme soulève des inquiétudes quant au terrorisme nucléaire.
Plus de 2000 essais nucléaires ont été effectués depuis 1945. En 1963, tous les États dotés d'armes nucléaires et de nombreux États non nucléaires signent le Traité d'interdiction partielle des essais nucléaires, s'engageant à ne pas tester d'armes nucléaires dans l'atmosphère, sous l'eau ou dans l'espace. Le traité autorise les essais nucléaires souterrains. La France continue les tests atmosphériques jusqu'en 1974, tandis que la Chine les continue jusqu'en 1980. Le dernier essai souterrain des États-Unis a lieu en 1992, l'Union soviétique en 1990, le Royaume-Uni en 1991, et la France et la Chine en 1996. Après avoir signé le Traité d'interdiction complète des essais en 1996, tous ces États se sont engagés à interrompre tous les essais nucléaires. L'Inde et le Pakistan, non signataires, testent leurs armes nucléaires pour la dernière fois en 1998.
Les armes nucléaires sont les armes les plus destructrices connues. Tout au long de la guerre froide, les puissances opposées disposaient d'énormes arsenaux nucléaires, suffisants pour tuer des centaines de millions de personnes. Des générations de personnes grandissent avec l'imagination de la dévastation nucléaire, représentée dans des films comme Docteur Folamour.
Cependant, l'énorme dégagement d'énergie lors de la détonation d'une arme nucléaire suggère également la possibilité d'une nouvelle utilisation civile comme source d'énergie.

## Utilisations civiles

### Énergie nucléaire
L'énergie nucléaire est un type de technologie nucléaire impliquant l'utilisation contrôlée de la fission nucléaire. Cette réaction nucléaire en chaîne contrôlée crée de la chaleur, ensuite utilisée pour faire bouillir de l'eau. Celle-ci produit de la vapeur et entraîner une turbine à vapeur. Cette dernière est utilisée pour produire de l'électricité et/ou pour délivrer une puissance mécanique.
En 2004, l'énergie nucléaire fournit environ 15,7 % de l'électricité mondiale mais est aussi utilisée pour propulser des porte-avions, des brise-glace et des sous-marins. Toutes les centrales nucléaires utilisent la fission. Aucune réaction de fusion artificielle n'a abouti à une source d'électricité viable.

### Applications médicales

Une radioagraphie du thorax.

La radiographie médicale est la plus grande utilisation des rayonnements ionisants en médecine pour réaliser des images de l'intérieur du corps humain à l'aide de rayons X. Il s'agit de la plus grande source artificielle d'exposition aux rayonnements pour les humains. Toutefois, il ne s'agit pas d'une technologie nucléaire.
Un certain nombre de médicaments radiopharmaceutiques sont utilisés, parfois attachés à des molécules organiques, pour agir comme traceurs radioactifs ou agents de contraste dans le corps humain. Les nucléotides émetteurs de positrons sont utilisés pour l'imagerie à haute résolution et à courte durée dans des applications connues sous le nom de tomographie par émission de positrons.
Le rayonnement est également utilisé pour traiter les maladies en radiothérapie.

### Applications industrielles
Étant donné que certains rayonnements ionisants peuvent pénétrer la matière, ils sont utilisés pour diverses méthodes de mesure. Les rayons X et gamma sont utilisés en radiographie industrielle pour réaliser des images de l'intérieur de produits solides, comme moyen d'inspection et de contrôle non destructif. La pièce à radiographier est placée entre la source et un film photographique dans une cassette. Après un certain temps de pose, le film est développé et montre les éventuels défauts internes du matériau.
Parmi les applications, on compte également : 
- Les capteurs qui utilisent la loi d'absorption exponentielle des rayons gamma, pour mesurer un niveau ou une épaisseur.
- Pour éviter l'accumulation d'électricité statique dans la production de papier, de plastique, de textiles synthétiques, etc., une source en forme de ruban de l'émetteur alpha 241Am peut être placée près du matériau à la fin de la ligne de production. La source ionise l'air pour éliminer les charges électriques sur le matériau.
- Comme les isotopes radioactifs se comportent, chimiquement, principalement comme l'élément inactif, le comportement d'une certaine substance chimique peut être suivi avec des traceurs radioactifs.
- La diagraphie des puits est utilisée pour aider à prédire la viabilité commerciale des puits nouveaux ou existants. Cette technique implique l'utilisation d'une source de neutrons ou de rayons gamma et d'un détecteur de rayonnement qui sont abaissés dans des trous de forage pour déterminer les propriétés de la roche environnante telles que sa porosité et sa composition[7].
- Des jauges d'humidité et de densité nucléaires sont utilisées pour déterminer la densité des sols, de l'asphalte et du béton. En règle générale, une source de césium 137 est utilisée.

### Applications commerciales
- radioluminescence
- Le tritium est utilisé avec du phosphore dans les viseurs de fusil pour augmenter la précision de tir de nuit. Certains marqueurs de piste et panneaux de sortie de bâtiments utilisent la même technologie pour rester éclairés pendant les coupures de courant[8].
- Générateur bêtavoltaïque
- Un détecteur de fumée à ionisation comprend une petite masse d'américium radioactif 241, qui est une source de rayonnement alpha. Deux chambres d'ionisation sont placées l'une à côté de l'autre. Les deux contiennent une petite source de 241Am qui donne lieu à un petit courant constant. L'un est fermé et sert de comparaison, l'autre est ouvert à l'air ambiant. Lorsque la fumée pénètre dans la chambre ouverte, le courant est interrompu lorsque les particules de fumée se fixent aux ions chargés et les ramènent à un état électrique neutre. Cela réduit le courant dans la chambre ouverte. Lorsque le courant descend en dessous d'un certain seuil, l'alarme est déclenchée.

### Industrie agroalimentaire et recherche
En génie génétique et en agriculture, le rayonnement est utilisé pour induire des mutations pour produire des espèces nouvelles ou améliorées, opération parfois décrite par l'expression de « jardinage atomique » (ou jardinage gamma).
Une autre utilisation dans la lutter contre les ravageurs est la technique de l'insecte stérile, où les insectes mâles sont stérilisés par rayonnement et libérés, de sorte qu'ils n'ont pas de progéniture, pour réduire la population.
Dans les applications industrielles et alimentaires, le rayonnement est utilisé pour la stérilisation des outils et équipements. Un avantage est que l'objet peut être présenté à la stérilisation sous emballage plastique scellé.

### Irradiation des aliments

Le logo Radura, utilisé pour montrer qu'un aliment a été traité avec des rayonnements ionisants.

Depuis les années 1990, le secteur agroalimentaire utilise aussi la stérilisation par irradiation des aliments. Elle consiste à exposer l'aliment à des rayonnements ionisants afin de détruire les micro-organismes, virus ou insectes qui pourraient être présents à la surface, mais aussi à l'intérieur de certains aliments. Les sources de rayonnement utilisées comprennent des sources de rayons gamma à radio-isotopes, des générateurs de rayons X et des accélérateurs d'électrons. D'autres applications comprennent l'inhibition de la germination, le retard de la maturation, l'augmentation du rendement en jus et l'amélioration de la réhydratation.

L'effet de désinfection résulte de la pénétration du rayonnement ionisant dans la totalité de l'aliment et l'induction de dommages irréversibles à l'ADN des microbes ; ces derniers ne peuvent alors plus proliférer ni poursuivre leurs activités destructives pour l'aliment ou pathogènes pour le consommateur.
La quantité d'énergie transmise pour une irradiation efficace des aliments est faible que celle transmise par la cuisson ou un séchage. Une dose typique de 10 kGy correspond à un échauffement de la plupart des aliments d'environ 2,5 °C.
Les détracteurs de l'irradiation des aliments sont préoccupés par une modification des corps gras susceptibles d'affecter le goût de certains aliments, et par le fait que des sous-produits toxiques peuvent apparaitre (ex. : acide palmitique). D'autres craignent des risques pour la santé liés à une radioactivité induite[réf. nécessaire]. Un rapport du groupe de défense de l'industrie American Council on Science and Health intitulé Aliments irradiés indique que les aliments soumis à une irradiation « ne deviennent pas plus radioactifs que les bagages passant par un scanner à rayons X d'aéroport ou de radiographie des dents », mais d'autres études montreront que l'irradiation pose problème pour certains types d'aliment : par exemple, le taux d'acide palmitique (toxique) augmente dans les noisettes ainsi traitées.
Vers 2005, l'irradiation des aliments était autorisée par plus de 40 pays avec des volumes traités estimés à plus de 500 000 tonnes par an dans le monde.

## Accidents

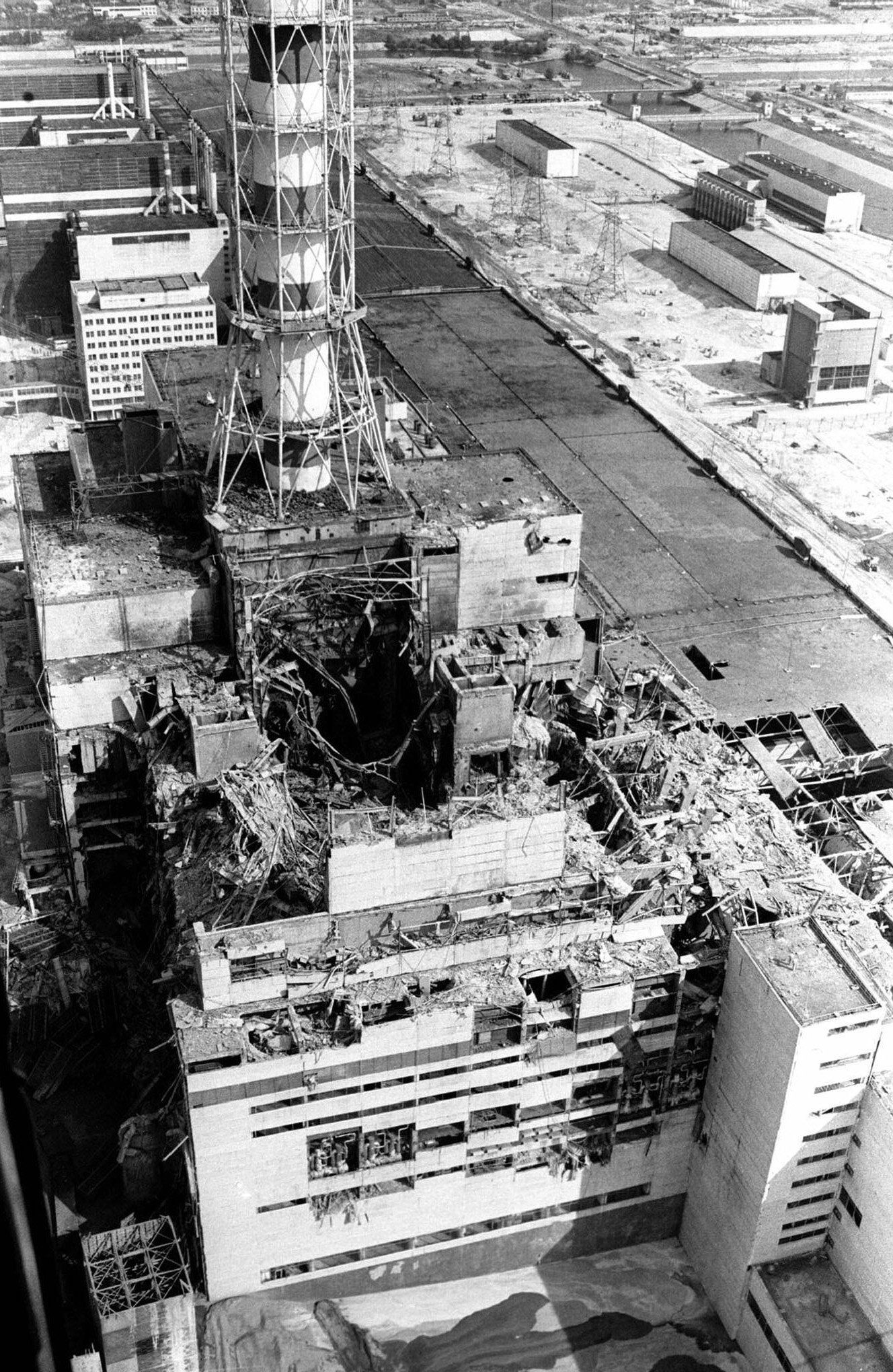
Bâtiment du réacteur no 4 de la centrale nucléaire de Tchernobyl au lendemain de l’explosion, le 27 avril 1986.

Les accidents nucléaires, en raison des puissantes forces impliquées, sont souvent très dangereux. Historiquement, les premiers incidents impliquent un syndrome d'irradiation aiguë entrainant la mort. Marie Curie décède par exemple d'une anémie aplasique résultant de ses niveaux élevés d'exposition. Deux scientifiques, respectivement américain et canadien, Harry Daghlian et Louis Slotin, sont morts après avoir mal géré le demon core. Contrairement aux armes conventionnelles, la lumière intense, la chaleur et la force explosive ne sont pas le seul élément mortel d'une arme nucléaire : environ la moitié des décès des bombardements atomiques d'Hiroshima et de Nagasaki sont survenus deux à cinq ans après à cause de l'exposition aux radiations,.
Les accidents nucléaires et radiologiques civils concernent principalement les centrales nucléaires. Les fuites nucléaires qui exposent les travailleurs à des matières dangereuses sont les plus courantes. Une fusion du cœur d'un réacteur nucléaire risque de créer un rejet de matières nucléaires dans l'environnement environnant. Les accidents les plus importants se sont produits à Three Mile Island en Pennsylvanie et à Tchernobyl en Ukraine soviétique. Le tremblement de terre et le tsunami du 11 mars 2011 endommagent grandement les trois réacteurs nucléaires et une piscine de stockage de combustible usé à la centrale nucléaire de Fukushima Daiichi au Japon. Les réacteurs militaires qui ont connu des accidents similaires étaient Windscale au Royaume-Uni et SL-1 aux États-Unis.
Le test Castle Bravo en 1954 produit un rendement plus important que prévu, ce qui contamine des îles voisines, un bateau de pêche japonais (causant un décès), et soulève des inquiétudes concernant les poissons contaminés au Japon. Dans les années 1950 à 1970, plusieurs bombes nucléaires sont perdues par des sous-marins et des avions, dont certaines n'ont jamais été récupérées.